# Applauso (tournée)
"'Applauso" (live) fu la quinta tournée di Raffaella Carrà, effettuata dal 1979 al 1980. Le coreografie furono curate da Gino Landi e Luciana Verdeggiante, mentre i costumi da Milena Pintus e Agnese Costantini. La regia fu curata da Gino Landi.
Lo spettacolo era simile allo Show precedente (Raffaella Carrà Show) ma aggiornato con le canzoni del nuovo album Applauso, presentato per la prima volta in Spagna (e nel continente euroasiotico) e in Argentina in America allo Stadio Luna Park l'8 ottobre del 1979 per poi farne altre due serate i giornisuccessivi. Lo spettacolo ottenne dei gran numeri di spettatori in quanto è stato effettuato in luoghi come Stadio Vélez Sarsfield, lo Stadio Malvinas Argentinas a Mendoza, lo Stadio Maracanã, il cine-teatro Gran Rex, nel Gran Hotel Provincial a Mar Del Plata e molti altri.
È la prima tournée della cantante a non essere stata effettuata nel territorio italiano. 
Lo Show approdò anche Unione Sovietica e in Giappone dove la cantante andò anche in occasione della sua partecipazione al Tokyo Music Festival alla quale si classificò seconda.
Dopo le esibizioni nell'estremo oriente, la cantante sbarcò a Istanbul in Turchia, dove tenne dei concerti al teatro Maksim, dove si esibì già molte volte nelle tournée passate, per poi andare in altre diverse città della nazione.
Lo spettacolo era formato da dieci ballerini, due costumiste, due tecnici del suono, cinque tecnici delle luci e due coreografi.
Lo Show sponsorizzava Aerolíneas Argentinas.

## Scaletta
- Raff Shaking (intro)
- En El Amor Todo Es Empezar
- 5353456
- Vuelve
- Jogging
- Super Tango (ballerini)
- Santo Santo
- California
- Presentazione Ballerini
- No Le Hagas Lo Que A Mi (Corre Y Ve Dende Está Ella)
- Introduzione Canzoni Musical
- Before The Parade
- Bonny E Clyd
- La Pantera Rosa
- Folling In Love Again
- Sette Spose Per Sette Fratelli
- Ballette Europeo
- Raindrops Keeps Fallin' On My Head
- I Feel Pretty
- America
- Aquarius
- Let The Sunshine
- I Wanna Be Loved By You
- Un Americano A Parigi
- Balletto Pierrot
- Eternamente
- Jesus Christ Superstar
- Supercalifragilistichespiralidoso
- Somewhere My Love
- Kalinka
- Star Wars
- Raff Shaking
- Ringraziamenti
- Fiesta
- Rumore
- Raff Shaking (chiusura)

## Troupe
- Ballerini
  - Orlando Ramirez
  - Poul Eason
  - Fabrizio Bruschi
  - Nando Catanaro
  - Pino Dibella
  - Raul Cordoba
  - Walter Lucchini
  - Claudio Cilli
  - Leonardo Forte
  - Federico Palladino
- Costumi
  - Milena Pintus
  - Agnese Costantini
- Tecnici Del Suono
  - Riccardo Garbuto
  - Antonio Longo
- Tecnici Delle Luci
  - Arrigo Micheli
  - Duilio Polimadei
  - Francesco Colandrea
  - Marisa De Santis
  - Armando Geri
- Coreografie 
  - Gino Landi
  - Luciana Verdeggiante